# Chúa Thác Bờ
Chúa Thác Bờ (Chữ Nôm: 
主橐披) là một vị thần trong tín ngưỡng dân gian Việt Nam. Sự tích về bà gắn với trận đánh Đèo Cát Hãn của Lê Lợi năm 1431.

## Sự tích
Chúa Thác Bờ tên thật là Đinh Thị Vân, người Mường sinh quán ở đất Hòa Bình dưới thời nhà Trần. Bà là con gái của một tộc trưởng người Mường ở xã Kim Bôi, Hòa Bình.
Khi nhà Minh xâm lược Đại Việt, Lê Lợi dấy quân khởi nghĩa. Khi nghĩa quân đến Thác Bờ, bà Đinh Thị Vân đã kêu gọi nhân dân quyên góp lương thực nuôi quân. Cũng chính bà đã tổ chức chèo thuyền đưa nghĩa quân đi đánh quân Đèo Cát Hãn ở miền Tây Bắc. Khi Lê Lợi chiến thắng trở về, bà đã tổ chức lễ hội khao quân, cùng với huy động người dân chặt tre làm bè để đưa nghĩa quân về kinh. Trong thời gian ở đây, Lê Lợi đã dùng kiếm Thuận Thiên khắc lên đá một bài thơ khích lệ tinh thần quả cảm của quân lính và sự anh dũng của người dân nơi đây, hiện tảng đá đang được lưu giữ ở Nhà văn hóa trung tâm thành phố Hòa Bình.
Để ghi công, bà được triều đình giao cai quản vùng đất người Mường ở Hòa Bình. Tại đây, bà giúp nhân dân ổn định cuộc sống, dạy mọi người lên rẫy làm nương, xuống sông Đà thả lưới bát cá; khi thanh nhàn, bà lại một mình chèo thuyền độc mộc dọc theo sông Đà du ngoạn thắng cảnh.
Sau khi bà qua đời, vua Lê Lợi lệnh dân bản xứ lập đền thờ bà bên cạnh thác Bờ và phong bà là Nữ chúa.

## Thờ tự

Đền thờ Chúa Thác Bờ

Bà được thờ ở rất nhiều nơi nhưng nổi tiếng nhất vẫn là đền Chúa Thác Bờ tại xã Thung Nai, huyện Cao Phong và đền Chúa Thác Bờ tại xã Vầy Nưa, huyện Đà Bắc.
Trước đây, tại xã Hào Tráng, huyện Đà Bắc có một ngôi miếu và một ngôi đền đều thời chúa Thác Bờ. Miếu và đền đều có thủ nhang riêng. Khi đập thủy điện Hòa Bình được xây dựng, thủ nhang miếu đưa miếu lên xã Thung Nai, huyện Cao Phong và trở thành đền Chúa Thác Bờ Thung Nai; thủ nhang đền đưa đền lên xã Vầy Nưa, huyện Đà Bắc và trở thành đền Chúa Thác Bờ Vầy Nưa.

### Tứ phủ
Chúa Thác Bờ không nằm trong hệ thống Tứ phủ nhưng bà được phối thờ trong hệ thống Tứ phủ và được coi như một phần của hệ thống Tứ phủ.